# Phygadeuon liosternus
Phygadeuon liosternus är en stekelart som beskrevs av Thomson 1886. Phygadeuon liosternus ingår i släktet Phygadeuon och familjen brokparasitsteklar. Arten är reproducerande i Sverige. Inga underarter finns listade i Catalogue of Life.